# Анти (архітектура)

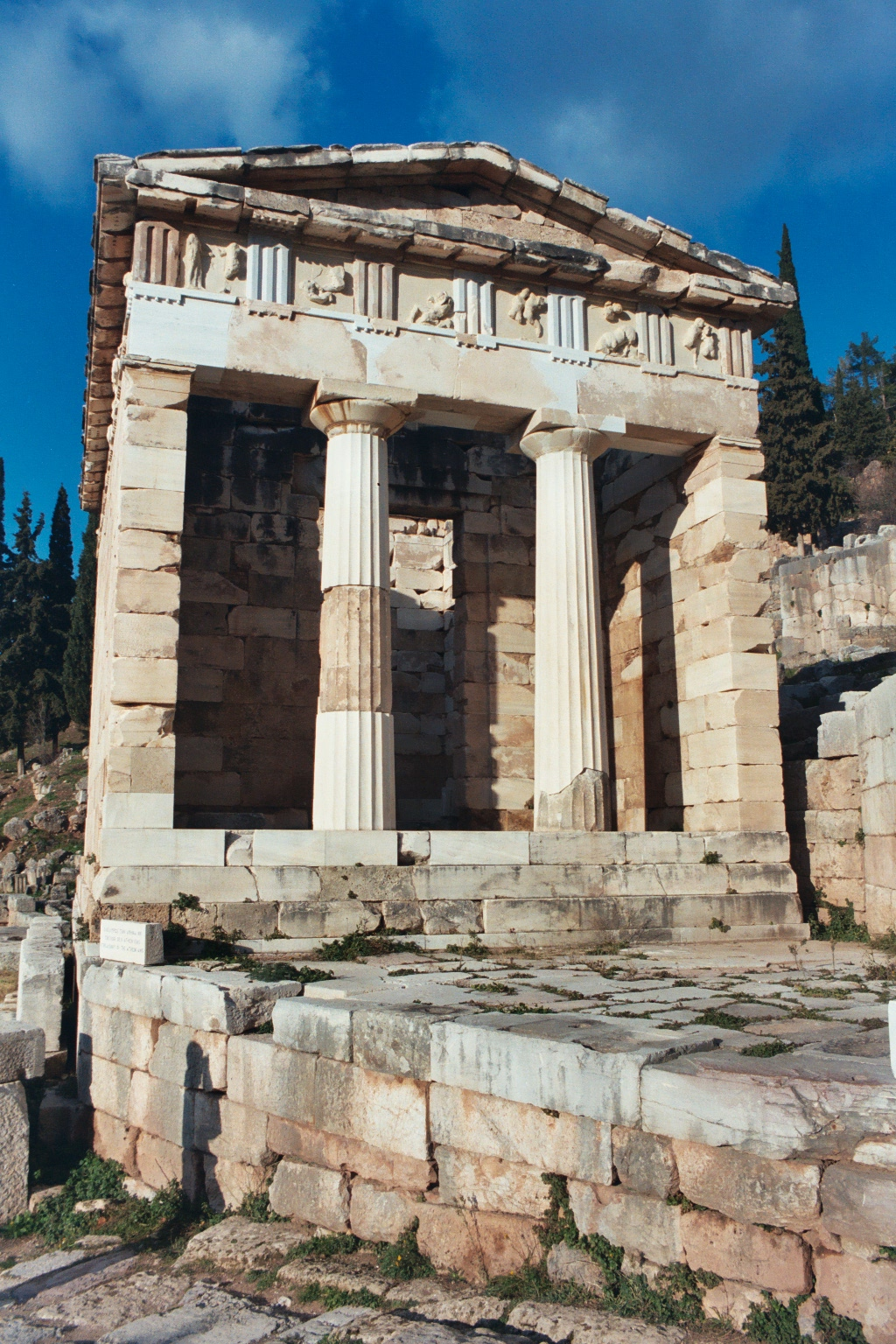
Скарбниця Афін в Дельфах

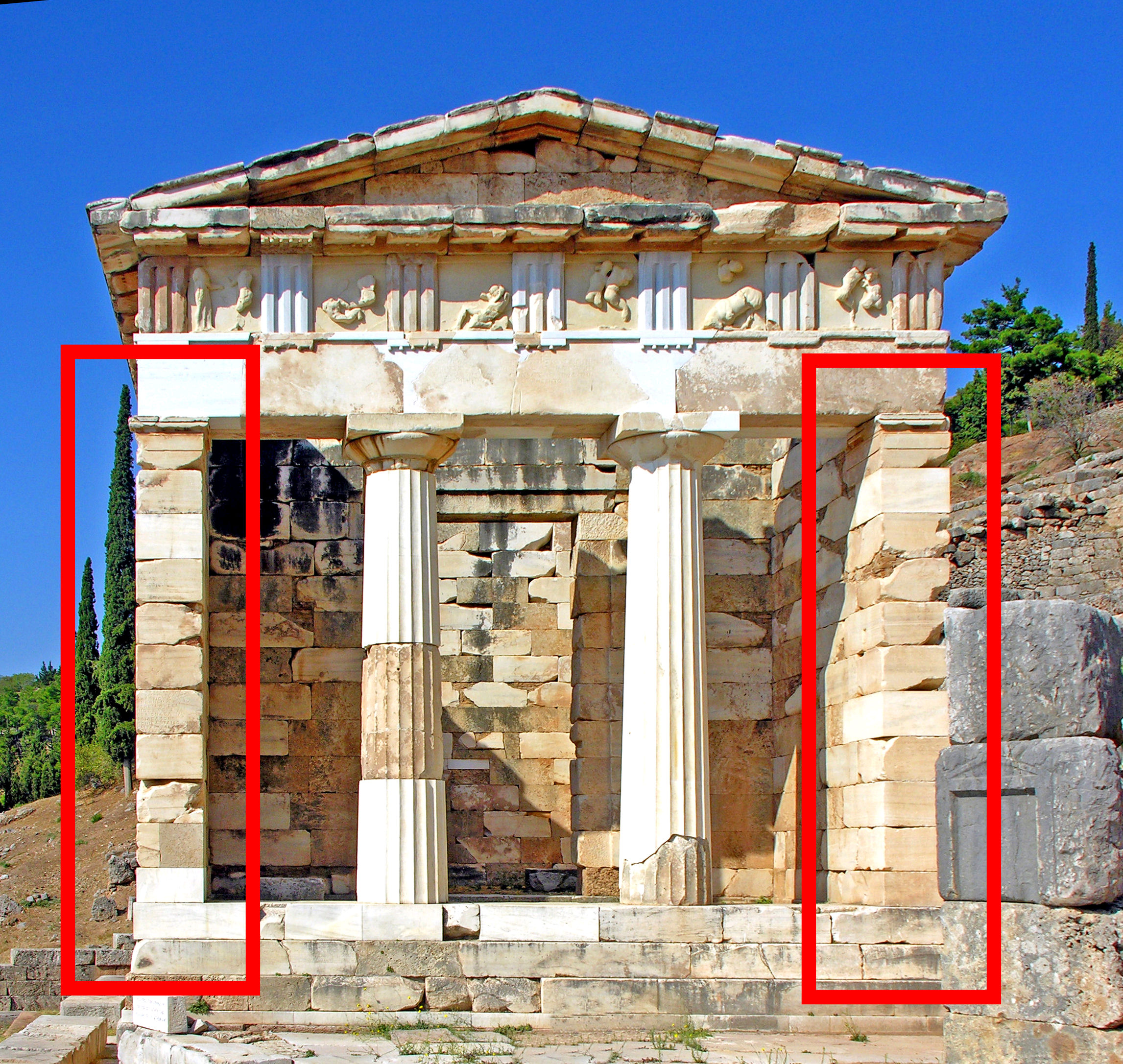

Анти (лат. antae — «прихожа, передня») — в архітектурі виступи стін храму, які оточують обидві сторони входу і одночасно виконують функцію опори для антаблементу. Найчастіше зустрічаються в пронаосах давньогрецьких храмів, тип яких звідси і отримав найменування «храму в антах». При наявності колон між антами, як, наприклад, в фасадному портику, про колони говорять, що вони в антах.
На відміну від підтримуючих колон чи стовпів, анти вбудовувалися прямо в стіни храму. Своїм походженням вони завдячують вертикально поставленим колодам в ранніх, примітивного типу, грецьким палацам і храмам, — типу палацу в Тиринфі чи Храму Гери в Олімпії. Використовувались в якості конструкцій для підтримки даху (балок даху) з тим, щоб основа вага не приходилася на стіни. Пізніше, через те, що матеріали для зведення стін стали достатньо міцними для підтримки основної структури будівлі, анти перетворились в декоративний елемент.
Храми з антами відносяться до архітектури архаїчного періоду. Такий храм розвиває форми мегарона — найдавніший вид грецького житла, який існує ще з 3-го тисячоліття до нашої ери. Це найбільш ранній вид храму.
Зразки давньогрецької архітектури архаїчного періоду збереглися в основному на Апеннінському півострові, в Пестумі, Сицилії, Сиракузах, Селінунті, Акраганті. Композиція архітектурних ансамблів створювалась спорудами, розміщеними в ряд. Від більшості храмів в наші дні залишився лише фундамент. Один із знаменитих дистилів знаходиться в Дельфах. Це знайдена в 20 столітті скарбниця Афін. Храм будувався в період Афінської гегемонії. За однією з версій, цю скарбницю побудували на честь перемоги над персами після вирішальної Марафонської битви.